# 尼古拉·亚历山德罗维奇·斯克沃尔佐夫 (政治人物)
尼古拉·亚历山德罗维奇·斯克沃尔佐夫（俄语： Николай Александрович Скворцов， 1899年10月14日（格里历：10月26日）—1974年1月15日）苏联党和国家领导人。曾任哈共（布）中央第一书记，苏联技术文化人民委员，技术文化部长，国营农场部长等职。

## 生平
- 1899年10月14日（格里历：10月26日）出生于沙俄阿斯特拉罕省阿斯特拉罕区茨韦特诺村。
- 1917年-1918年，工农赤卫队服役。
- 1918年1月-1919年3月，苏联红军服役，里海-高加索阵线军事通讯站助理。1919年加入俄共（布）。
- 1919年3月-1920年3月，阿斯特拉罕省克拉斯诺亚尔斯克地区执行委员会劳动部门财务处处长。
- 1920年3月-8月，阿斯特拉罕省第4独立军军事委员。
- 1920年9月-1921年5月，阿斯特拉罕省曼奇地区剿匪委员会副主席。
- 1921年5月-1923年5月，俄共（布）曼奇地区委员会的宣传部主任，地区公共教育部门负责人，曼奇区执行委员会副主席。
- 1923年5月-1924年10月，俄共（布）察里津省列蒙特年斯基区执行委员会副主席，地区教育部门负责人。
- 1924年10月-1925年10月，俄共（布）察里津省列蒙特年斯基区区委书记。
- 1925年10月-1928年，萨尔斯基地区公共教育部门负责人。
- 1928年-1930年9月，萨尔斯基地区执行委员会副主席，地区规划部门负责人。
- 1930年9月-1933年2月，莫斯科经济计划研究所学习，1934年毕业。
- 1933年2月-1936年，联共（布）中央会计处讲师，中央人事档案组工作。
- 1936年-1938年，联共（布）中央人事档案处副处长，联共（布）中央人事档案处处长，布尔什维克联盟工会中央委员会军事人事部门负责人。
- 1938年4月-5月，哈萨克共产党（布）中央第二书记。
- 1938年5月-1945年7月，哈共（布）中央第一书记。
- 1945年11月-1947年2月，苏联技术文化人民委员，技术文化部长。
- 1947年2月-1953年3月，苏联国营农场部部长，苏联部长会议农业和采购局成员。
- 1953年3月-9月，苏联农业与采购第一副部长。
- 1953年9月-1957年5月，苏联食品工业部农业司副司长。
- 1957年5月-1965年10月，苏联国家计划委员会食品工业原料供应局副局长。
- 1965年10月-1966年7月，苏联国家计划委员会食品工业原料供应局局长。
- 1966年7月起退休，享受联邦养老金待遇。
- 1974年1月15日于莫斯科逝世，享年74岁。葬于新圣女公墓。

斯克沃尔佐夫是联共（布）18大，第18次代表会议代表，第18届中央委员。第1届苏联最高苏维埃民族院代表，第2届最高苏维埃联盟院代表，第1届哈萨克苏维埃社会主义共和国最高苏维埃代表。

## 荣誉
- 两次列宁勋章
- 一级卫国战争勋章
- 劳动红旗勋章
- 荣誉勋章